# Jonathan Nott
Jonathan Nott (Solihull, Anglia, 1962. december 25. – ) angol karmester és zeneigazgató.

## Élete, munkássága
Nott az angliai Solihullban született, apja a worcesteri székesegyházban működő anglikán pap volt, aki megismertette az anglikán kórushagyománnyal. Kóruszenét tanult a Cambridge-i Egyetemen, majd énekelni és fuvolázni a manchesteri Royal Northern College of Music-ban. Ezután a londoni székhelyű National Opera Studióban vezényléssel kezdett foglalkozni.
Karmesterként Olaszországban mutatkozott be, az 1988-as batignanói operafesztiválon. Karrierje 1989-ben Németországban kezdődött, a Frankfurti Operaházban kapellmeisterré nevezték ki. Ezután a Wiesbadeni Operaházba került, ahol 1991-től első zeneigazgató volt. Operai karmesterként a repertoár összes fontosabb művét vezényelte, beleértve Wagner teljes Ring-ciklusát. 1997-ben Svájcba tette át székhelyét: a Luzerni Szimfonikus Zenekar vezető karmestere lett, és aktívan részt vett az új luzerni Kulturális és Kongresszusi Központ alakuló időszakában, valamint fellépett a Pierre Boulez által alapított  Ensemble InterContemporainnel, amelynek 2000 és 2003 között zeneigazgatója volt.
2000 januárjában Bambergi Szimfonikusok vezető karmestere lett, és ezt a posztot szokatlanul sokáig, 2016-ig töltötte be. Ezalatt a zenekar komoly fejlődésen ment keresztül, nőtt a profilja és a hírneve. Számos nemzetközi turnén vett részt a velük, például az Egyesült Államokban, Dél-Amerikában, Kínában, Japánban, a Salzburgi Ünnepi Játékokon és a BBC Promson. Nagy sikert aratott a 2003-as Edinburgh-i Fesztiválon is, ahova még 2011-ben is visszatértek két koncerttel. 2010-ben Midem-díjat kapott Mahler 9. szimfóniájának felvételéért, és elindította a Gustav Mahler Karmesterversenyt, amelyből több világhírűvé vált karmester került ki, például Gustavo Dudamel és Lahav Shani. 2013-ban, Wagner bicentenáriuma alkalmából bemutatta a zeneszerző Ring-ciklusának koncertelőadásait a Luzerni Ünnepi Játékokon, majd 2015-ben ugyanott Verdi Falstaff című operájának koncertszerű előadását.
Segíti a fiatal zenészeket, 2013-ban vezényelte először a Junge Deutsche Philharmonie-t, aminek a nyomán a zenekar felajánlotta neki a vezető karmesteri és művészeti tanácsadói posztot. Ezen kívül együttműködik a Gustav Mahler Ifjúsági Zenekarral is.
Az 1990-es évek közepétől vendégkarmesterként kezdett fellépni a világ vezető zenekaraival, például a Berlini Filharmonikus Zenekarral, a New York-i Filharmonikusokkal, a Chicagói Szimfonikusokkal, a Los Angeles-i Filharmonikusokkal,  az Amszterdami Concertgebouw Zenekarával, a Clevelandi Szimfonikus Zenekarral, a Tokiói Szimfonikus Zenekarral, zürichi Tonhalle Zenekarral, a Lipcsei Gewandhaus Zenekarával, a Drezdai Staatskapelle Zenekarral és a Bajor Rádió Szimfonikus Zenekarával. 2014-ben vezényelte először az Orchestre de la Suisse Romande zenészeit, Mahler 7. szimfóniáját adták elő. Az ígéretes első találkozó eredményeként 2017 januárjától kinevezték a Suisse Romande Zenekar zenei és művészeti igazgatójává. Az együttműködést 2021-ben megújították, amellyel kapcsolatban Steve Roger, a zenekar főigazgatója úgy nyilatkozott, hogy „Jonathan Nott és zenekara kapcsolata olyan erős, hogy nem jelöltük meg az együttműködés befejezési dátumát”, ami határozatlan időre szóló, élettartamra szóló megállapodást jelent. Hasonlóan egy 2011 októberében megtörtént sikeres bemutatkozás nyomán 2014 óta a Tokiói Szimfonikus Zenekar zeneigazgatója is, amit 2026 márciusáig meghosszabbítottak, szezononként négyszer, összesen nyolc hétig tartó jelenléttel.
Nott karmesterként meglehetősen szokatlan módon indult el a pályán: nem volt versenygyőzelme, nem volt a pályafutását indító pártfogó karmester, a hazáján kívül kezdte munkásságát, Nagy-Britanniában sokáig gyakorlatilag nem is ismerték. „Tagadhatatlan, hogy az, hogy Európa közepén élsz, sok fantasztikus zenekar közelébe kerülsz, és számos lehetőség van arra, hogy nagyszerű játékosokat találj, akikkel együtt dolgozhatsz. És azt is élvezem, hogy általában véve európaibb perspektívám van a művészetről” – nyilatkozta. Operaházakban kezdte pályafutását, de zenekari koncerteket is vezényelt, gyakran modern vagy kortárs műveket, ismertséget is szerzett az avantgárd zene értelmezésével kapcsolatban. Első hangfelvételein is a modern zene volt a meghatározó (Xenakis, Berio, Mira, Ligeti). Később szélesedett a repertoárja, többek között Schubert, Mozart, Mahler, Bruckner és mások irányában. Ezek a hangfelvételei is általános elismerést arattak.
Jonathan Nottnak és feleségének, Helennek három gyermeke van.

## Felvételei
Válogatás a Discogs és az AllMusic nyilvántartása alapján.
| Megjelenés | Tartalom | Közreműködők                                         | Kiadó           |
| ---------- | --- | ---------------------------------------------------- | --------------- |
| 1996       | Iannis Xenakis, Rafael Mira, Luciano Berio: Works for Violin and Orchestra                                         | Irvine Arditti, Moscow Philharmonic Orchestra        | BIS             |
| 1998       | Aaron Copland, Gerald Finzi, Eugène Bozza: Concertos for Clarinet and Orchestra                                    | Dimitri Ashkenazy, Luzerner Sinfonieorchester        | Pan Classics    |
| 1999       | Kurt Weill, Egon Wellesz, Rudi Stephan: Works for Violin and Orchestra                                             | Stefan Tönz, Luzerner Sinfonieorchester              | Pan Classics    |
| 2002       | Ligeti György: The Ligeti Project II: Lontano, Atmosphères, Apparitions, San Francisco Polyphony, Concert Românesc | Berliner Philharmoniker                              | Teldec Classics |
| 2004       | Franz Schubert: Symphonien Nos. 1, 3 & 7                                                                           | Bamberger Symphoniker                                | Tudor Records   |
| 2004       | Anton Bruckner: Symphonie No. 3                                                                                    | Bamberger Symphoniker                                | Tudor Records   |
| 2005       | Franz Schubert: Symphonien Nos. 5 & 6                                                                              | Bamberger Symphoniker                                | Tudor Records   |
| 2007       | Igor Stravinsky: Le Sacre Du Printemps, Symphony in 3 Movements                                                    | Bamberger Symphoniker                                | Tudor Records   |
| 2008       | Gustav Mahler: Symphonie No. 4                                                                                     | Bamberger Symphoniker                                | Tudor Records   |
| 2011       | Sofia Gubaidulina: Glorious Percussion, In Tempus Praesens                                                         | Vadim Gluzman, Luzerner Sinfonieorchester            | BIS             |
| 2013       | Gustav Mahler: Symphonie No. 8                                                                                     | Bamberger Symphoniker                                | Tudor Records   |
| 2015       | Schubert: The Symphonies (1–8)                                                                                     | Bamberger Symphoniker                                | Tudor Records   |
| 2017       | Mahler: Das Lied von der Erde                                                                                      | Jonas Kaufmann, Wiener Philharmoniker                | Sony Classical  |
| 2017       | Shostakovich: Symphony No. 10                                                                                      | Tokyo Symphony Orchestra                             | Exton           |
| 2018       | Richard Strauss: Schlagobers, Claude Debussy: Jeux, Ligeti György: Melodien                                        | Orchestre de la Suisse Romande                       | PentaTone       |
| 2021       | Debussy: Pelléas et Mélisande (Suite symphonique), Schönberg: Pelleas und Melisande Op. 5                          | Orchestre de la Suisse Romande                       | PentaTone       |
| 2022       | Schönberg: Piano Concerto, Op. 42, Messiaen: Oiseaux exotiques, Ravel: Piano Concerto in G Major                   | Francesco Piemontesi, Orchestre de la Suisse Romande | PentaTone       |